# Drop It Like It's Hot
"Drop It Like It's Hot" é uma canção do rapper estadunidense Snoop Dogg com a participação de Pharrell Williams, lançada como single para o álbum R&G (Rhythm & Gangsta): The Masterpiece. Foi lançado em Outubro de 2004. A canção foi líder da Billboard Hot 100 por três semanas consecutivas, tornando-se o primeiro single do rapper a alcançar a primeira posição nas paradas estadunidense. A canção foi nomeado para os Grammy Awards nas categorias Melhor Canção Rap e Melhor Performance de Rap por dupla ou Grupo. O single foi o maior sucesso da carreira de Pharrell, até 2013, quando fez participação na música " Get Lucky " da dupla francesa Daft Punk e " Blurred Lines " do cantor Robin Thicke respectivamente segundo e e primeiro lugar na Billboard Hot 100, pós esses dois sucessos Pharrell emplacou o single Happy que alcançou o top dez em mais de 45 países e sendo a número um em 36, inclusive no EUA.
No dia 11 de dezembro de 2009, "Drop It Like It Hot" foi nomeado o canção de rap mais popular da década pela Revista Billboard.

## Origem do titulo
Antes do lançamento do hit de Snoop Dogg a frase "Drop It Like It Hot" já era popular no Estados Unidos, anteriormente já tendo sindo usada por rapper's Positive K em 1992 no seu álbum The Skills Dat Pay Da Bills na faixa "Ain't No Crime", Jay-Z em 1996 na canção "Cashmere Thoughts" do álbum Reasonable Doubt, por Lil Wayne em 1999 lançou uma canção com esse nome.
Fora do cenário Hip-hop o termo foi como título da faixa do EP Bands Like It When You Yell "Yar!" at Them da banda de indie rock Minus the Bear em 2002.
No cinema a frase foi falada no filme "Big Momma's House"(Brasil: Vovó...Zona / Portugal: O Agente Disfarçado), de Martin Lawrence.

## Vídeo da musica
O vídeo da música é todo em preto e branco e apresenta Snoop Dogg fazendo passos de Crip Walk, dança típica da gangue azul os Crips, gangue qual o rapper era ligado na sua juventude, Snoop apareceu com diversos estilos diferentes de penteado. O vídeo inclui dois filhos de Snoop Dogg, Corde e Cordell broadus, e do skatista Terry Kennedy.
O vídeo ganhou o prêmio de melhor vídeo de hip hop em 2006 pela MTV Australia Video Music Awards e também para Melhor Vídeo pela MOBO Awards em 2005.

## Faixas e formatos
| CD Single |                                                                   |         |  |
| N.º       | Título                                                            | Duração |  |
| 1.        | "Drop It Like It's Hot" (Com a participação de Pharrell Williams) | 4:32    |  |
| 2.        | "Get 2 Know U" (Com a participação de Jelly Roll)                 | 3:36    |  |

| CD maxi single |                                                                   |         |  |
| N.º            | Título                                                            | Duração |  |
| 1.             | "Drop It Like It's Hot" (Com a participação de Pharrell Williams) | 4:32    |  |
| 2.             | "Get 2 Know U" (Com a participação de Jelly Roll)                 | 3:37    |  |
| 3.             | "Drop It Like It's Hot" (Versão instrumental)                     | 4:30    |  |
| 4.             | "Drop It Like It's Hot" (Versão do vídeo)                         | 4:26    |  |

| Descarga digital |                                                                                     |         |  |
| N.º              | Título                                                                              | Duração |  |
| 1.               | "Drop It Like It's Hot" (Com a participação de Pharrell Williams) (Versão de radio) | 4:29    |  |
| 2.               | "Drop It Like It's Hot" (Com a participação de Pharrell Williams) (Versão de radio) | 4:29    |  |
| 3.               | "Drop It Like It's Hot" (Com a participação de Pharrell Williams) (Explicita)       | 4:30    |  |
| 4.               | "Drop It Like It's Hot" (Versão instrumental)                                       | 4:31    |  |

## Censura
Existem duas edições de rádio para a música: uma edição padrão de rádio que remove palavrões e referências a drogas, enquanto a outra é uma edição "extra limpa", que remove as frases com referências de armas e gangues,

## Desempenho nas paradas
| Paradas (2004-05)                              | Melhor posição |
| ---------------------------------------------- | -------------- |
| O campo songid é OBRIGATÓRIO PARA PARADA ALEMÃ | 8              |
| Austrália (ARIA)                               | 4              |
| Áustria (Ö3 Austria Top 75)                    | 9              |
| Bélgica (Ultratop 50 de Flandres)              | 9              |
| Bélgica (Ultratop 50 da Valônia)               | 12             |
| Dinamarca (Hitlisten)                          | 2              |
| Estados Unidos (Billboard Hot 100)             | 1              |
| Estados Unidos (Billboard Digital Song Sales)  | 1              |
| Estados Unidos (Billboard Mainstream Top 40)   | 5              |
| Estados Unidos (Billboard Radio Songs)         | 1              |
| Estados Unidos (Billboard R&B/Hip-Hop Songs)   | 1              |
| Estados Unidos (Billboard R&B/Hip-Hop Airplay) | 1              |
| Estados Unidos (Billboard Hot Rap Songs)       | 1              |
| Estados Unidos (Billboard Rhythmic)            | 1              |
| Finlândia (Suomen virallinen lista)            | 13             |
| França (SNEP)                                  | 21             |
| Itália (FIMI)                                  | 11             |
| Nova Zelândia (Recorded Music NZ)              | 1              |
| Noruega (VG-lista)                             | 9              |
| Países Baixos (Single Top 100)                 | 7              |
| Reino Unido (UK Singles Chart)                 | 10             |
| Reino Unido (OCC UK R&B)                       | 2              |
| Roménia (Romanian Top 100)                     | 40             |
| Suécia (Sverigetopplistan)                     | 25             |
| Suíça (Schweizer Hitparade)                    | 3              |

| Tabelas (2004)                               | Melhor posição |
| -------------------------------------------- | -------------- |
| Estados Unidos (Billboard Hot 100)           | 71             |
| Estados Unidos (Billboard R&B/Hip-Hop Songs) | 43             |
| Tabelas (2005)                               | Melhor posição |
| Estados Unidos (Billboard Hot 100)           | 23             |
| Estados Unidos (Billboard R&B/Hip-Hop Songs) | 5              |

| Tabelas (2000–09)                            | Melhor posição |
| -------------------------------------------- | -------------- |
| Estados Unidos (Billboard Hot 100)           | 48             |
| Estados Unidos (Billboard R&B/Hip-Hop Songs) | 13             |
| Estados Unidos (Billboard Rap Songs)         | 1              |

| Austrália (ARIA) | Ouro       | 35.000*    |
| Estados Unidos (RIAA) | 2× Platina | 2.000.000* |
| Nova Zelândia (RIANZ) | Ouro       | 7.500*     |
| Reino Unido (BPI) | Prata      | 200.000*   |
| *número de vendas baseado na certificação ^ figuras embarques com base apenas na certificação ºnúmeros não especificados baseando-se apenas na certificação |            |            |

## Trilha sonora
- A canção aparece no jogo Dance Central para Kinect no Xbox 360.
- E no filme de animação de Turbo juntamente com Let The Bass Go.

## Versão cover
- Em 2007 a canção foi regravada pela banda country alemã The BossHoss.
- Jimmy Fallon e Justin Timberlake também interpretaram a canção ao vivo, em um Pout-pourri da história do Rap.
- A canção também foi regravada pela cantora alemã Lena Meyer-Landrut.